# Хаберково
Хаберково (пол. Chaberkowo, нім. Neu Wuttrienen) — село в Польщі, у гміні Пурда Ольштинського повіту Вармінсько-Мазурського воєводства.
Населення — 56 осіб (2011).

## Демографія
Демографічна структура станом на 31 березня 2011 року:
|          | Загалом | Допрацездатний вік | Працездатний вік | Постпрацездатний вік |
| -------- | ------- | ------------------ | ---------------- | -------------------- |
| Чоловіки | 25      | 8                  | 16               | 1                    |
| Жінки    | 31      | 8                  | 21               | 2                    |
| Разом    | 56      | 16                 | 37               | 3                    |